# Улугуру
Улугуру (на английски: Uluguru Mountains) е планински масив в източната част на Танзания, простиращ се като изолиран кристалинен хорст между приморската низина на изток и дълбокия грабен на река Вами (равнината Мката) на запад. На юг завършва до долината на река Мгета (десен приток на Руву), а на север – до долината на река Нгеренгере (ляв приток на Руву). Дължина от север-североизток на юг-югозапад – около 80 km, ширина – до 50 km. От източните му склонове води началото си река Руву, вливаща се в Занзибарския проток, а от западните – нейните притоци Нгеренгере и Мгета. Източните склонове на планината са обрасли с влажни, вечнозелени тропически гори, а западните – от сухи листопадни тропични редки гори.